# Proagopertha
Proagopertha är ett släkte av skalbaggar. Proagopertha ingår i familjen Rutelidae.
Kladogram enligt Catalogue of Life:
| Proagopertha | \| \| Proagopertha lucidula \| \| \| \| \| \| Proagopertha ohbayashii \| \| \| \| \| \| Proagopertha pubicollis \| \| \| \| |
|              | \| \| Proagopertha lucidula \| \| \| \| \| \| Proagopertha ohbayashii \| \| \| \| \| \| Proagopertha pubicollis \| \| \| \| |
|              | Proagopertha lucidula |
|              | |
|              | Proagopertha ohbayashii |
|              | |
|              | Proagopertha pubicollis |
|              | |